# Gruczoły policzkowe
Gruczoły policzkowe (łac. glandulae buccales) – gruczoły egzokrynowe leżące w policzkach.
Gruczoły policzkowe znajdują się w obrębie policzków. Leżą one pomiędzy błoną śluzową a warstwą mięśniową policzków lub też w obrębie mięśnia budującego środkową warstwę policzka. Posiadają one ujścia prowadzące do przedsionka jamy ustnej.
Gruczoły te dzieli się na następujące zgrupowania (zazwyczaj występują jedynie 2 najpierw wymienione):
- gruczoły policzkowe dogrzbietowe (glandulae buccales dorsales), zwane również szczękowymi
- gruczoły policzkowe dobrzuszne (glandulae buccales ventrales), nazywane także żuchwowymi
- gruczoły policzkowe środkowe (glandulae buccales intermediae) – jest to zgrupowanie pośrednie w stosunku do dwóch uprzednio wymienionych, obserwowane u przeżuwaczy

Pewna odrębność anatomiczna występuje również u drapieżnych. Na miejsce gruczołów policzkowych szczękowych mają one gruczoł jarzmowy (glandula zygomatica).